# أبو دهبل الجمحي
أبو دهبل وهب بن زمعة الجمحي القُرشي أمير مسلم وأحد شعراء قريش وأحد الشعراء العشاق المشهورين من أهل مكة. له مدائح في معاوية بن أبي سفيان وعبد الله بن الزبير، وله أخبار كثيرة مع عمرة الجمحية وعاتكة بنت معاوية. في شعره رقة وجزالة، وله ديوان شعر مطبوع من رواية الزبير بن بكار،

## نسبه
- هو : وهب بن زمعة بن اسد بن احيحة بن خلف بن وهب بن حذافة بن جمح بن عمرو بن هصيص بن كعب بن لؤي بن غالب بن فهر بن مالك بن النضر بن كنانة بن خزيمة بن مدركة بن إلياس بن مضر بن نزار بن معد بن عدنان

وامه هذيله بنت سلمة من بني سهم بن معاوية من هذيل. وكان شديد الافتخار بأخواله وهو القائل:

## ما قيل فيه
ذكر انه قيل لأبي عمرو بن العلاء ما يعجبك من شعر أبو دهبل الجمحي فقال قوله:
قال ابن هشام «هو وهب بن زمعة من بنو جمح وكان شاعرا محسنا».
قال ابن عساكر «أبو دهبل الجمحي وهو وهب بن زمعة بن أسيد بن احيحة بن خلف بن وهب بن حذافة بن جمح أحد الشعراء المجيدين».

## توليه اليمن
ولاه عبد الله بن الزبير حكم بعض بلاد اليمن جنوب الجزيرة العربية.

## وفاته
توفي في عليب وهو موضع في تهامة.